# Kees Rodenburg
Kees Rodenburg (Driebergen, 1959) is een Nederlands voormalig korfballer en korfbalcoach. Daarnaast is hij lang werkzaam voor de Nederlandse korfbalbond (KNKV) in verschillende functies.
Naast zijn carrière in het korfbal is Rodenburg docent biologie.

## Spelerscarrière
Rodenburg speelde korfbal bij Dalto. Hij speelde in het 1e team van Dalto in 1983-1984, een seizoen waarin Dalto in de zaal kampioen werd en promotie behaalde naar de Hoofdklasse. Echter in de veldcompetitie degradeerde Dalto uit de Hoofdklasse.
In het seizoen erna, 1984-1985, had Dalto het lastig in de zaal in de Hoofdklasse. Onder leiding van coach Rob van Dort eindigde Dalto op de 7e plaats, wat degradatie betekende.
In 1986 promoveerde Dalto in de zaal weer terug naar de Hoofdklasse, maar in seizoen 1986-1987 ging het meteen mis. Dalto eindigde dit seizoen op een gedeelde 7e plaats, samen met DOS'46. Om te beslissen welke ploeg 7e zou worden en dus zou degraderen, moest er een beslissingswedstrijd worden gespeeld. Deze wedstrijd werd gespeeld op zaterdag 14 maart 1987 in Renkum en werd gewonnen door DOS'46. Hierdoor degradeerde Dalto alweer uit de Hoofdklasse.

## Coachingscarrière

### SCO
In 1989 werd Rodenburg benaderd door SCO uit Oldeholtpade. Op dat moment was Rodenburg nog maar 29 en zelf nog speler bij Dalto.
Rodenburg ging de uitdaging aan en werd de opvolger van vertrekkend coach Sake Koelma. Zodoende was hij de hoofdcoach van SCO in seizoen 1989-1990. In dit seizoen eindigde SCO in de zaal op een 5e plek en op het veld werd de ploeg 3e in de Hoofdklasse. 
In het seizoen erna, 1990-1991, had SCO het lastig. In de eerste maanden van het seizoen verloor de ploeg veel en al in oktober 1990 werd door SCO bekend gemaakt dat Rodenburg aan het eind van het seizoen vervangen zou worden. Rodenburg kon het seizoen niet afmaken en werd in februari 1991 op non actief gezet. Jaap Lenstra nam het interim over en zorgde ervoor dat SCO zich in de zaal en op het veld handhaafde in de Hoofdklasse. Gevierd coach Anton Mulders werd hierna de nieuwe coach van SCO.

### Borgerhout, België
In 1991 ging Rodenburg aan de slag bij het Belgische Borgerhout. Hij nam de functie aan van adviseur.

### Portugees nationaal team
Ook werd Rodenburg in 1991 de bondscoach van het Portugees korfbalteam. In die hoedanigheid coachte hij het team op het WK van 1991 en 1995.
In het WK van 1995 behaalde Portugal de 3e plek.
Daarna werd Rodenburg weer de bondscoach van 2002 t/m 2005.

### Dalto
Van 1996 t/m 1998 was Rodenburg coach bij zijn oude club, Dalto. 
In 1997 degradeerde hij met Dalto in de veldcompetitie uit de Hoofdklasse, om in hetzelfde jaar in de zaal weer promotie naar de Hoofdklasse te behalen.
Lang duurde het niet in de zaal hoofdklasse, want de ploeg degradeerde in 1998 weer terug.

### Groen Geel
In seizoen 1999-2000 was Rodenburg coach van KV Groen Geel, dat in de zaal- als op het veld een stabiele Hoofdklasse middenmoter bleek.

## KNKV
Van 2006 t/m 2016 was Rodenburg technisch directeur bij de KNKV en per 2016 is hij directeur.